# 1926 en sport automobile
Chronologie du Sport automobile
1925 en sport automobile - 1926 en sport automobile - 1927 en sport automobile

## Les faits marquants de l'année1926enSport automobile
- Le Britannique Victor Bruce remporte le Rallye automobile Monte-Carlo sur une AC Bristol.

## Par mois

### Mars
- 21 mars : à Southport, Henry Segrave établi un nouveau record de vitesse terrestre : 245,10 km/h.

### Avril
- 25 avril : Targa Florio.
- 27 avril : à Pendine Sands, J. G. Parry-Thomas établit un nouveau record de vitesse terrestre : 272,45 km/h.
- 28 avril : à Pendine Sands, J. G. Parry-Thomas établit un nouveau record de vitesse terrestre : 274,59 km/h.

### Mai
- 2 mai : Grand Prix automobile de Tripoli.
- 31 mai : 500 miles d'Indianapolis. Le pilote américain Frank Lockhart s'impose sur une Miller.

### Juin
- 12 juin : départ de la quatrième édition des 24 Heures du Mans.
- 13 juin : victoire de Robert Bloch et André Rossignol aux 24 Heures du Mans sur une Lorraine-Dietrich.
- 27 juin : Grand Prix de France à Miramas. Le pilote français Jules Goux s'impose sur une Bugatti.

### Juillet
- 11 juillet : Grand Prix d'Allemagne sur AVUS
- 18 juillet : première édition du Grand Prix d'Europe à Lazarte qui est l'une des cinq étapes du championnat du monde des constructeurs. Le pilote français Jules Goux s'impose sur une Bugatti.
- 25 juillet : Grand Prix automobile d'Espagne à Lasarte.

### Août
- 7 août :
  - Première édition du Grand Prix de Grande-Bretagne, course inscrite au championnat du monde des constructeurs comme les 500 miles et les GP de France, d'Europe et d'Italie. Les pilotes français Louis Wagner et Robert Sénéchal s'imposent sur une Delage.
  - Grand Prix automobile de Pescara.

### Septembre

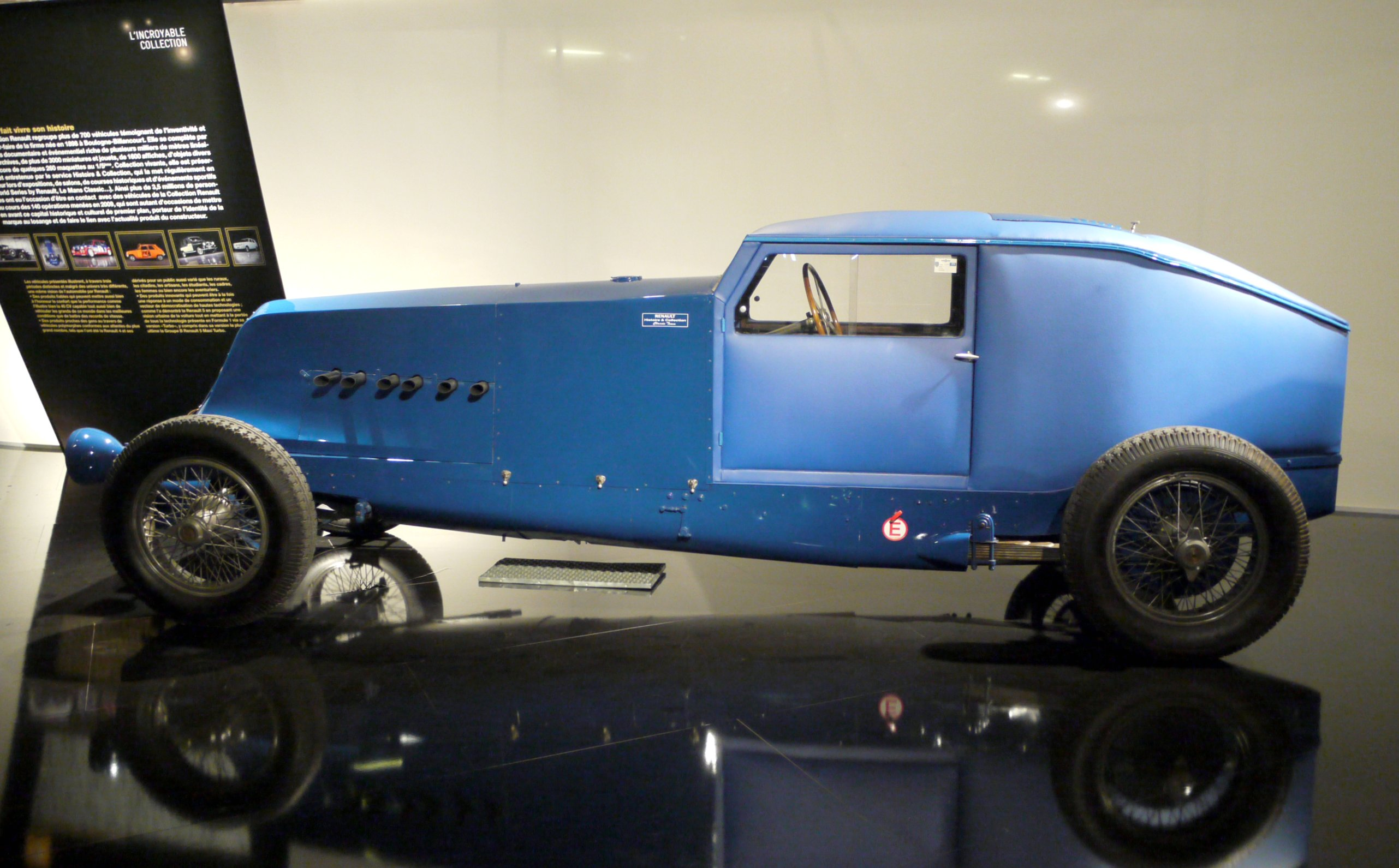
La Renault 40 CV "des records" 1926, Type NM (6 cylindres, 9 120 cm, 140 ch, 200 km/h).

- 5 septembre : Grand Prix d'Italie à Monza. Le pilote français Louis Charavel s'impose sur une Bugatti. Bugatti est sacré champion du monde des constructeurs.
- 12 septembre : Solituderennen.

## Naissances
- 6 janvier : Dick Rathmann, pilote automobile américain († 1er février 2000).
- 28 janvier : James Ernest Bryan, pilote de course automobile américain. († 19 juin 1960).
- 2 avril : Jack Brabham, pilote automobile australien, champion du monde de Formule 1 en 1959, 1960 et 1966. († 19 mai 2014).
- 8 août : Gaston Andrey, pilote automobile suisse. († 27 octobre 2012).
- 30 octobre : Jacques Swaters, pilote de course belge, propriétaire des équipes Écurie Francorchamps et Écurie nationale belge. († 10 décembre 2010).
- 11 novembre : Maria Teresa De Filippis, la première des cinq femmes (les autres étant Lella Lombardi, Divina Galica, Desiré Wilson et Giovanna Amati) à participer à un Grand Prix de championnat du monde de Formule 1. († 9 janvier 2016).